# Ganyra howarthi
Ganyra howarthi är en fjärilsart som först beskrevs av Dixey 1915.  Ganyra howarthi ingår i släktet Ganyra och familjen vitfjärilar. Inga underarter finns listade i Catalogue of Life.